# Xmas
Xmas（亦寫作X-mas），是聖誕節英文Christmas的意思。
最正統的寫法是Xmas，而X'mas乃東亞地區誤用詞。
Xmas是代寫，並非一般人所認為的缩写。X翻译自希臘文的ΧΡΙΣΤΟΣ，（译为：Χριστoς或Christ，基督），新约圣经原文是用希臘文写成的。

## 意思
Xmas的X是擷取自希臘文Χριστoς的第首字母X，Χριστoς則是Christos，解作基督；而mas就是取自mass，意則是彌撒（天主教會中的聖餐）的意思，因此Xmas的意思就是「基督的彌撒」。
Xmas的首字母X代表了希腊字母Χ，这是基督的希腊名字的首字母。
有人認為X是代表基督的十字架，但這是沒有根據的，其實只有聖安德魯的十字是X型的，基督的十字是T或†型的。
古代基督教标志χ和χρ（Chi Rho——希腊语基督徒的首两个字母）是基督名字的缩写。在很多新约原稿中，基督（Χριστoς）缩写为X。在牛津英语字典，这种缩略用法可以追溯到1551年，这比英国殖民美洲早50年、比钦定圣经的完成早60年。
同时，Xian和Xianity也是基督徒和基督教的缩写，但不及Xmas使用普遍。

## 由來
Xmas一字傳到東亞地區（台灣、日本、南韓以及東南亞地區）。
大概是受到現代字母X字的影響，這些地區的許多人誤以為X是Christ的缩写，但因誤讀為缩写的關係，開始有人習慣性地在X後加上一撇。跟著大家看習慣了，X'mas這個寫法反而愈來愈普及，東亞地區大部份都是這麼寫，約定俗成下X'mas這個寫法變被人們接受了，很多人到現在也還不知道X'mas中的X原意是英文Christ的缩写。另一個說法是可能因為某些字典會標上重音符號或音節符號，而標誌重音的地方正正就是X之後，字典裏便會寫成X'mas。東亞地區的人們誤以為字典的寫法是X'mas，以訛傳訛後大家也是這樣寫了。

## 风格指南和礼义
圣诞节一词被一些现代风格指南弃用，包括《纽约时报》、《纽约时报风格和用法手册》、《泰晤士报》、《卫报》和英国广播公司的指南
Millicent Fenwick (米利森特·芬威克)在1948年《Vogue》的《礼仪手册》中表示，贺卡中“永远不应该使用'圣诞节'”。[《剑桥澳大利亚英语用法指南》指出，拼写应被视为非正式的，并仅限于重视简单的语境，如标题和贺卡。[《基督教作家风格手册》承认过去对圣诞节的古老和尊重，但指出拼写永远不应该用于正式写作。]

## 軼事
美國电视动画《飛出個未來》中，在31世纪，Xmas是从前叫做Christmas（圣诞节）的那个日子的官方名字。

## 批評
部分基督教人士批評，使用Xmas用意實際是省去耶穌基督的名稱，以淡化聖誕節原本的宗教意義，涉及政治正確的用語。但與其他英文的節日問候用語，如節日快樂（Happy Holidays）及季節問侯（Seasons' greetings）相比，Xmas包括了聖誕節的意思。

## 外部連結
1. ↑  格里菲斯 爱玛.  [为何对圣诞节感到生气？]. BBC. 2004-12-22  [2024-12-20]. （原始内容存档于2011-11-11） （英国英语）.
2. ↑  Hudson, Robert. .  [基督教作家风格手册]. HarperCollins Christian Publishing. 2004  [2024-12-20]. ISBN 978-0-310-48771-5. （原始内容存档于2025-01-23） （英语）.